# Pokrowskoje (Kaliningrad, Tschernjachowsk)
Pokrowskoje (russisch Покровское, deutsch Buttkuhnen, 1938–1945 Tilsental, sowie Krebschen, 1938–1945 Eichbaum, litauisch Butkūnai sowie Krepšai) ist ein Ort in der russischen Oblast Kaliningrad. Er gehört zur kommunalen Selbstverwaltungseinheit Stadtkreis Tschernjachowsk im Rajon Tschernjachowsk.
Der Ort befindet sich heute allerdings an der Ortsstelle Medukallen/Honigberg, zunächst ein Teil von Wischnjowoje, und in dessen Umgebung, während die Ortsstellen Buttkuhnen/Tilsental und Krebschen/Eichbaum verlassen sind.

## Geographische Lage
Die beiden etwa zwei Kilometer entfernt liegenden ehemaligen Ortsteile von Pokrowskoje liegen 30 Kilometer nordöstlich der Stadt Tschernjachowsk (Insterburg). Der nördliche Ortsteil (ehemals Buttkuhnen bzw. Tilsental) liegt an einer Nebenstraße (27k-075), die Uljanowo (Kraupischken, 1938–1946 Breitenstein) mit Schilino (Szillen, 1936–1946 Schillen) verbindet. Von dieser Straße zweigt ein Landweg ab, der nach Koschelewo (Kaschelen, 1938–1946 Kasseln) führt und durch den südlichen Ortsteil (ehemals Krebschen, 1938–1946 Eichbaum) verläuft.
Das heutige Pokrowskoje liegt etwas weiter westlich an der Kommunalstraße 27K-095, die bei Watutino von der Kommunalstraße 27K-075 abzweigt und in südlicher Richtung zur Kommunalstraße 27K-094 (Kalinowka–Kaluschskoje–Pridoroschnoje) führt.
Eine Bahnanbindung besteht nicht. Bis 1945 war Moulienen (1938–1946 Moulinen, heute russisch: Michailowka) die nächste Bahnstation an den Bahnstrecken Insterburg–Kraupischken/Breitenstein sowie Ragnit–Kraupischken/Breitenstein der Insterburger Kleinbahnen.

## Geschichte

### Bis 1945

#### Pokrowskoje/Buttkuhnen (Tilsental)
Der einst Buttkuhnen genannte Ortsteil Pokrowskojes liegt am Ostufer der Tilse (russisch: Tylscha) im beschaulichen Tilsetal und bestand vor 1945 aus ein paar kleinen Höfen und Gehöften. Die Landgemeinde war von 1874 bis 1945 in den Amtsbezirk Moulienen (1939–1945 „Amtsbezirk Moulinen“, russisch: Michailowka) eingegliedert, der bis 1922 zum Kreis Ragnit, danach zum Landkreis Tilsit-Ragnit im Regierungsbezirk Gumbinnen der preußischen Provinz Ostpreußen gehörte.
Im Jahre 1910 waren in Buttkuhnen 40 Einwohner registriert. Ihre Zahl betrug 1933 bereits 115 und belief sich 1939 noch auf 108. Am 3. Juni 1938 wurde Buttkuhnen aus politisch-ideologischen Gründen in „Tilsental“ umbenannt. Die offizielle Bestätigung des neuen Namens stammt vom 16. Juli 1938. In Kriegsfolge kam Tilsental 1945 mit dem nördlichen Ostpreußen zur Sowjetunion.

#### Pokrowskoje/Krebschen (Eichbaum)
Das einstige Krebschen liegt mehrere hundert Meter westlich der Tilse und bestand vor 1945 aus einigen wenigen großen und kleinen Höfen. Zwischen 1874 und 1908 war die Landgemeinde in den Amtsbezirk Ostwethen (1938–1946 Ostfelde, heute nicht mehr existent), danach in den Amtsbezirk Anstippen (1938–1945 Ansten) eingegliedert, die beide bis 1922 zum Kreis Ragnit, danach zum Landkreis Tilsit-Ragnit im Regierungsbezirk Gumbinnen der preußischen Provinz Ostpreußen gehörten.
In dem kleinen Dorf lebten im Jahre 1910 143 Menschen. Die Zahl sank bis 1933 auf 125 und betrug 1939 lediglich noch 96. Am 3. Juni 1938 erhielt Krebschen den neuen Namen „Eichbaum“. Im Jahre 1945 kam es wie alle Orte im nördlichen Ostpreußen zur Sowjetunion.

### Seit 1945
Im Jahre 1947 erhielten Buttkuhnen/Tilsental und Krebschen/Eichbaum gemeinsam den russischen Namen „Pokrowskoje“. Gleichzeitig wurde Pokrowskoje in den Dorfsowjet Kaluschski selski Sowet im Rajon Tschernjachowsk eingegliedert. Die Ortsstellen Buttkuhnen/Tilsental und Krebschen/Eichbaum wurden verlassen, während der Name Pokrowskoje auf eine Ansiedlung um die etwas westlich gelegene Ortsstelle Medukallen/Honigberg überging, die eigentlich zunächst dem russischen Ort Wischnjowoje zugeordnet gewesen war. Von 2008 bis 2015 gehörte Pokrowskoje zur Landgemeinde Kaluschskoje selskoje posselenije und seither zum Stadtkreis Tschernjachowsk.

## Kirche
Die Bevölkerung, sowohl in Buttkuhnen (Tilsental) als auch in Krebschen (Eichbaum), war vor 1945 fast ausnahmslos evangelischer Konfession. Während Buttkuhnen zum Kirchspiel der Kirche Kraupischken (1938–1946: Breitenstein, heute russisch: Uljanowo) gehörte, war Krebschen (Eichbaum) in die Kirche Szillen (1936–1946: Schillen, heute russisch: Schilino) eingepfarrt. Beide Pfarreien gehörten zum Kirchenkreis Tilsit-Ragnit (Sowetsk-Neman) in der Kirchenprovinz Ostpreußen der Kirche der Altpreußischen Union. Heute liegt Pokrowskoje im Einzugsbereich der in den 1990er Jahren neu entstandenen evangelisch-lutherischen Gemeinde in Schtschegly (Saugwethen, 1938–1946 Saugehnen), die der  Kirchenregion Tschernjachowsk (Insterburg) in der Propstei Kaliningrad der Evangelisch-lutherischen Kirche Europäisches Russland zugeordnet ist.